# Jonville-en-Woëvre
Jonville-en-Woëvre ist eine französische Gemeinde mit 144 Einwohnern (Stand 1. Januar 2022) im Département Meuse in der Region Grand Est (bis 2015: Lothringen). Sie gehört zum Arrondissement Commercy, zum Kanton Saint-Mihiel und zum Gemeindeverband Côtes de Meuse Woëvre.

## Geografie
Die Gemeinde Jonville-en-Woëvre liegt in der Landschaft Woëvre an der Grenze zum Département Meurthe-et-Moselle, 26 Kilometer westlich von Metz. Umgeben wird Jonville-en-Woëvre von den Nachbargemeinden Latour-en-Woëvre im Nordosten, Sponville im Osten, Lachaussée im Südosten, Woël im Südwesten, Doncourt-aux-Templiers im Westen sowie Labeuville im Nordwesten.

## Bevölkerungsentwicklung
| Jahr                       | 1962 | 1968 | 1975 | 1982 | 1990 | 1999 | 2006 | 2011 | 2019 |
| Einwohner                  | 181  | 133  | 129  | 118  | 123  | 119  | 135  | 143  | 148  |
| Quellen: Cassini und INSEE |      |      |      |      |      |      |      |      |      |

## Sehenswürdigkeiten

Kirche Saint-Étienne

- Kirche Saint-Étienne